# Crocicreas complicatum
Crocicreas complicatum är en svampart som först beskrevs av Petter Adolf Karsten, och fick sitt nu gällande namn av S.E. Carp. 1980. Crocicreas complicatum ingår i släktet Crocicreas och familjen Helotiaceae.  Artens status i Sverige är: Ej påträffad. Inga underarter finns listade i Catalogue of Life.